# Кальве, Каролин
Кароли́н Кальве́ (фр. Caroline Calvé, род. 1 октября 1978 года, Халл) — канадская сноубордистка, выступающая в параллельных дисциплинах.
- Победительница и призёр этапов Кубка мира;
- Бронзовый призёр общего зачёта Кубка мира 2012/13 в параллельных дисциплинах;
- Бронзовый призёр общего зачёта Кубка мира 2012/13 в параллельном слаломе;
- Двукратная чемпионка и двукратный бронзовый призёр чемпионатов Канады по сноуборду.